# Paid tha Cost to Be da Boss
Paid Tha Cost To Be Da Boss — шестой студийный альбом Snoop Dogg, вышедший 26 ноября, 2002 года. Альбом был удостоен платинового статуса и был продан тиражом более чем в 1300000 копий во всем мире.

## Оценки изданий
| Совокупная оценка    | Совокупная оценка                                                                  |
| Источник             | Оценка                                                                             |
| -------------------- | ---------------------------------------------------------------------------------- |
| Metacritic           | (76/100)                                                                           |
| Оценки критиков      |                                                                                    |
| Источник             | Оценка                                                                             |
| Allmusic             | [ 3 ]                                                                              |
| Entertainment Weekly | A−                                                                                 |
| Blender              | [ 4 ]                                                                              |
| RapReviews.com       | (8.5/10)                                                                           |
| Rolling Stone        | 3 из 5 звёзд · 3 из 5 звёзд · 3 из 5 звёзд · 3 из 5 звёзд · 3 из 5 звёзд           |
| Robert Christgau     | [ 5 ]                                                                              |
| Stylus Magazine      | A−                                                                                 |
| Vibe                 | 3,5 из 5 звёзд · 3,5 из 5 звёзд · 3,5 из 5 звёзд · 3,5 из 5 звёзд · 3,5 из 5 звёзд |
| Los Angeles Times    | 3 из 4 звёзд · 3 из 4 звёзд · 3 из 4 звёзд · 3 из 4 звёзд                          |
| USA Today            | 3 из 4 звёзд · 3 из 4 звёзд · 3 из 4 звёзд · 3 из 4 звёзд                          |

- Rolling Stone - оценка 3 из 5.
- Spin - оценка 8 из 10.
- Entertainment Weekly - Рейтинг: A-
- Uncut - оценка 3 из 5.
- Vibe - оценка 3.5 их 5.

## Разногласия
24 марта 2003 года был подан иск на Snoop Dogg, в котором человек из Калифорнии (держа свою анонимность из соображений безопасности), утверждал, что он подвергался опасности после того, как рэпер добавил голосовое сообщение в свой альбом, в виде трека под названием "Pimp Slapp'd", без его разрешения. Это сообщение тогда высмеяло генерального директора Death Row Records CEO Suge Knight, экс-продюсера Snoop Dogg. Этот человек, назвавший себя John Doe, оставив голосовое сообщение для Snoop в прошлом октябре, в течение многих месяцев не знал, что эта запись попала в альбом Snoop.
В судебных документах человек, называвший себя John Doe, рассказал, что ему угрожали словесно несколько раз, и что он боится за свою и жизнь его матери.
Вскоре судья отклонил судебный иск за ассигнование общего права голоса и намеренное причинение эмоционального увечья 3 февраля 2004 года. Он заявил, что нельзя сохранить приватность, оставив сообщение на чьём-либо устройстве записи.

## Коммерческий успех
Альбом Paid tha Cost to Be da Boss дебютировал в чарте Billboard 200 на двенадцатом месте, и разошёлся тиражом в 174000 копий за первую неделю продаж.

## Список композиций
| #  | Песня                                                                | Продюсер(ы)                | Время |
| -- | -------------------------------------------------------------------- | -------------------------- | ----- |
| 1  | "Don Doggy"                                                          |                            | 0:42  |
| 2  | "Da Boss Would Like to See You"                                      | E-Swift                    | 1:59  |
| 3  | "Stoplight"                                                          | Jelly Roll                 | 4:26  |
| 4  | "From tha Chuuuch to da Palace" (при уч. Pharrell)                   | The Neptunes               | 4:40  |
| 5  | "I Believe in You" (при уч. LaToiya Williams)                        | Hi-Tek                     | 4:34  |
| 6  | "Lollipop" (при уч. Jay-Z, Soopafly, Nate Dogg)                      | Just Blaze                 | 3:48  |
| 7  | "Ballin'" (при уч. The Dramatics, Lil' Half Dead)                    | Battlecat                  | 5:19  |
| 8  | "Beautiful" (при уч. Pharrell, Charlie Wilson)                       | The Neptunes               | 4:58  |
| 9  | "Paper'd Up" (при уч. Kokane, Traci Nelson)                          | Fredwreck                  | 3:50  |
| 10 | "Wasn't Your Fault" (при уч. Ginuwine)                               | L.T. Hutton                | 4:30  |
| 11 | "Boss Playa"                                                         | Fredwreck                  | 5:53  |
| 12 | "Hourglass" (при уч. Kokane, Goldie Loc)                             | Jelly Roll                 | 4:20  |
| 13 | "The One and Only"                                                   | DJ Premier                 | 3:49  |
| 14 | "I Miss That Bitch" (при уч. E-White)                                | Hi-Tek                     | 3:12  |
| 15 | "From Long Beach 2 Brick City" (при уч. Redman & Nate Dogg)          | Fredwreck                  | 3:43  |
| 16 | "Suited N Booted"                                                    | Meech Wells, Keith Clizark | 3:16  |
| 17 | "You Got What I Want" (при уч. Charlie Wilson, Goldie Loc, Ludacris) | Jelly Roll                 | 3:36  |
| 18 | "Batman & Robin" (при уч. Lady of Rage, RBX)                         | DJ Premier                 | 5:03  |
| 19 | "A Message 2 Fat Cuzz"                                               |                            | 1:40  |
| 20 | "Pimp Slapp'd"                                                       | Josef Laimberg             | 5:42  |

## Синглы
| From tha Chuuuch to da Palace (при участии: Pharrell) - Дата выпуска: 15 октября, 2002 года - Позиция в чарте: #17 (Billboard Hot 100) - Позиция в чарте: #3 (Billboard Hot Rap Singles) |
| Beautiful (при участии: Pharrell, Charlie Wilson) - Дата выпуска: 28 января, 2003 года - Позиция в чарте: #6 (Billboard Hot 100) - Позиция в чарте: #1 (Billboard Hot Rap Singles)       |

## Семплы
Pimp Slapp'd
- "Rapper's Delight" by Sugarhill Gang
- "Tonite" by DJ Quik
- "Streets Is Watching" by Jay-Z

Ballin'
- "Fell for You" by The Dramatics

Batman and Robin
- "Batman" by TeeVee Toons, Inc.

Bo$$ Playa
- "Riding High" by Faze-O

From Long Beach 2 Brick City
- "Wikka Wrap" by The Evasions

Hourglass
- "I Just Want to Be" by Cameo

I Miss That B****
- "I'm Your Mechanical" Man by Jerry Butler

Stoplight
- "Flash Light" by Parliament

The One and Only
- "It's You, It's You" by Tyrone Davis

From Tha Chuuuch to Da Palace
- "Buffalo Gals" by Malcolm McLaren

Wasn't Your Fault
- "I Didn't Mean to Turn You On" by Cherrelle

Da Bo$$ Would Like to See You
- "It's My House" by Diana Ross

Paper'd Up
- "Paid in Full" by Eric B. & Rakim
- "Don't Look Any Further" by Dennis Edwards

## Персонал
Список персонала подтверждён на Allmusic.
- Dave Aron - инженер, микширование
- B-Real - конги
- Battlecat - продюсер
- Daniel Betancourt - ассистент
- Joe Ceballos - окраска
- Keith Clark - продюсер
- Andrew Coleman - инженер
- Snoopy Collins - бэк-вокал
- DJ Hi-Tek - продюсер
- DJ Premier - продюсер
- Nate Dogg - вокал
- The Dramatics - вокал
- E-Swift - продюсер
- Shy Felder - бэк-вокал, вокал
- Warren G - вокал
- Brian Gardner - мастеринг
- Goldie Loc - вокал
- Mamie Gunn - бэк-вокал
- Robin Hill - очистка семплов
- Brian Horton - флейта
- Chad Hugo - инструментовка
- Richard Huredia - микширование
- L.T. Hutton - продюсер
- Jay-Z - вокал
- Jelly Roll - бэк-вокал, микширование, продюсер
- Eric Johnson - бас
- Just Blaze - продюсер
- Ronnie King - орган Хаммонда
- Lady of Rage - вокал
- Josef Leimberg - продюсер
- Ken Lewis - микширование
- Lil' ½ Dead - вокал
- Ludacris - вокал
- Anthony Mandler - фотограф
- Kokane - вокал
- Fredwreck - Родес-пиано, флейта, микширование, синтезатор, продюсер, секвенсор
- Traci Nelson - бэк-вокал, вокал
- The Neptunes - продюсер
- James Rainey - очистка семплов
- RBX - вокал
- Redman - вокал
- Eric Roinestad - арт-директор
- Eddie Sancho - микширование
- Chris Sholar - гитара
- Snoop Dogg - основной артист
- Soopafly - вокал
- Nancie Stern - очистка семплов
- Dexter Thibou - ассистент инженера
- Patrick Viala - микширование
- Meech Wells - продюсер
- LaToiya Williams - вокал
- Marlon Williams - гитара
- Pharrell Williams - инструментовка, вокал
- Charlie Wilson - вокал
- Christian Olde Wolbers - бас

## Чарты
| Чарт (2002)                     | Пик позиция |
| ------------------------------- | ----------- |
| Belgian Albums Chart (Flanders) | 48          |
| Danish Albums Chart             | 27          |
| Dutch Albums Chart              | 50          |
| French Albums Chart             | 17          |
| German Albums Chart             | 46          |
| New Zealand Albums Chart        | 27          |
| Swiss Albums Chart              | 48          |
| UK Albums Chart                 | 64          |
| US Billboard 200                | 12          |
| US Top R&B/Hip-Hop Albums       | 3           |

| Чарт (2003)               | Позиция |
| ------------------------- | ------- |
| US Billboard 200          | 60      |
| US Top R&B/Hip-Hop Albums | 20      |

## Сертификации
| Регион | Сертификация | Продажи    |
| --- | ------------ | ---------- |
| Канада (Music Canada) | Золотой      | 50 000^    |
| Франция (SNEP) | Золотой      | 100 000*   |
| Великобритания (BPI) | Золотой      | 100 000^   |
| США (RIAA) | Платиновый   | 1 000 000^ |
| * Данные о продажах приведены только на основе сертификации. ^ Данные о тиражах приведены только на основе сертификации. |              |            |